# Королівський музей Центральної Африки
Королі́вський музе́й Центра́льної А́фрики (нід. Koninklijk Museum voor Midden — Afrika, KMMA) — музей етнографії і природознавства в бельгійському місті Тервюрені поблизу столиці держави Брюсселя.
Музей побудований до Всесвітньої виставки 1897 року в Бельгії. Його головні експозиції представляли експонати з Конго, яке в той час було колонією Бельгії.
Проте сфера досліджень музейного закладу є набагато більшою за бельгійську колонію: це в сукупності Східна, Центральна і Західна частини Африки, а також намагання здійснювати узагальнюючі студії з природи та історії Африканського континенту, матеріальної і духовної культури народів, що його населяють.
Музей має відділення досліджень і виставкове відділення. Традиційно міцними є зв'язки закладу з Королівським бельгійським інститутом природних наук.

## Історія
Після того, як Вільна держава Конго була визнана Берлінської конференцією 1884—85 років, Король Леопольд II постановив, що він має показати потенціал країни на міжнародній виставці. Задля цього повинні були бути залучені інвестори, і в результаті широка громадськість мала б можливість дізнатись про Бельгію якнайбільше. Було ухвалено зладнати «колоніальну виставку» в Тервюрені неподалік Брюсселя (тоді як решта виставки проходила б у самій столиці). 

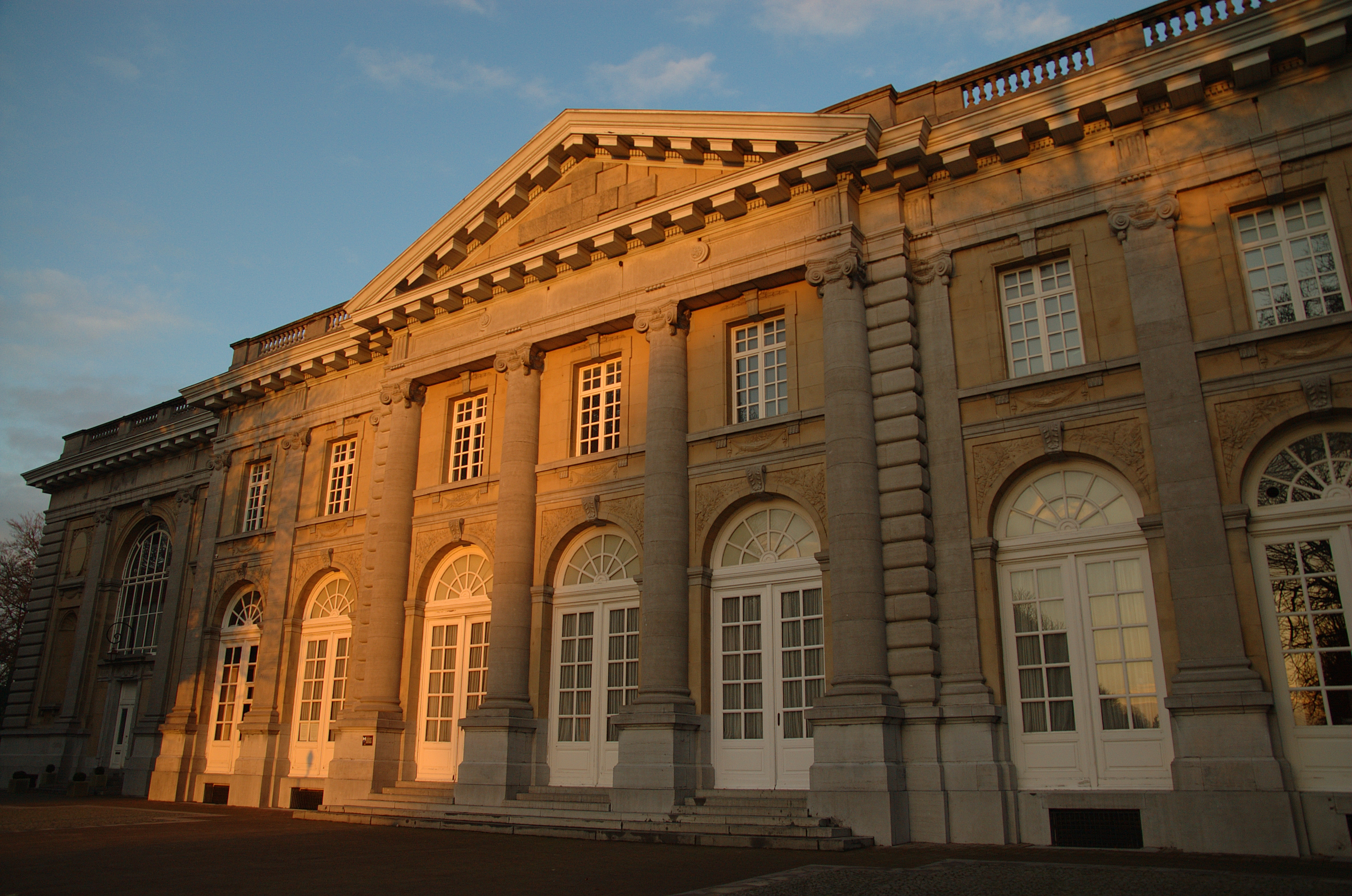
Палац колоній (нині тут Інститут Люка Віатура)

З цією метою був побудований Палац колоній (хоча Бельгія мала єдину колонію). Тут, зокрема, демонструвалася місцева флора і фауна, а в «Залі великих культур» були представлені найважливіші експортні продукти Конго: кава, какао і тютюн. У парку, що оточував палац, була побудована копія африканського села, в якому «оселилися» 60 африканців. Виставка у такому форматі мала величезний успіх.
Відтак, у 1898 році Палац колоній був перетворений на Музей Конго, тобто відтоді виставка стала постійною. Від цього ж часу темп наукових досліджень став інтенсивнішим. Через таку енергійну роботу вчених, музейна колекція з часом стала завеликою для первинного приміщення Палацу колоній, відтак нагальним стало розширення музею.
Будівництво нового музейного приміщення розпочалося в 1904 році за проектом французького архітектора Шарля Жіро. Офіційне відкриття музею за участю короля Альберта I відбулося 1910 року. Заклад дістав назву Музей бельгійського Конго.
У 1952 році до назви музею було додано прикметник «Королівський».
У 1957 році для Всесвітньої виставки 1958 року, яка проходила знову в Бельгії — у брюссельському Атоміумі — спеціально було зведено великий будинок, щоб прийняти персонал з Африки. Цей новий відділ став називатися «Центр прийому африканського персоналу» (фр. Centre d'Accueil du Personnel Africain, CAPA).
1960 року музей знову змінив свою назву на Королівський музей Центральної Африки, яка зберігається до сьогодні.

## Фонди

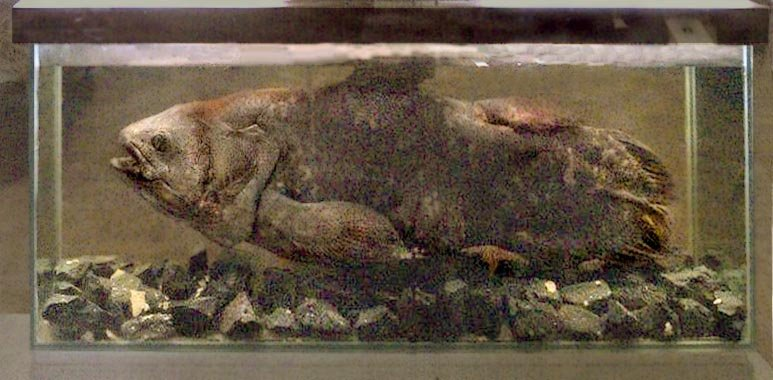
Целакант-музейний експонат

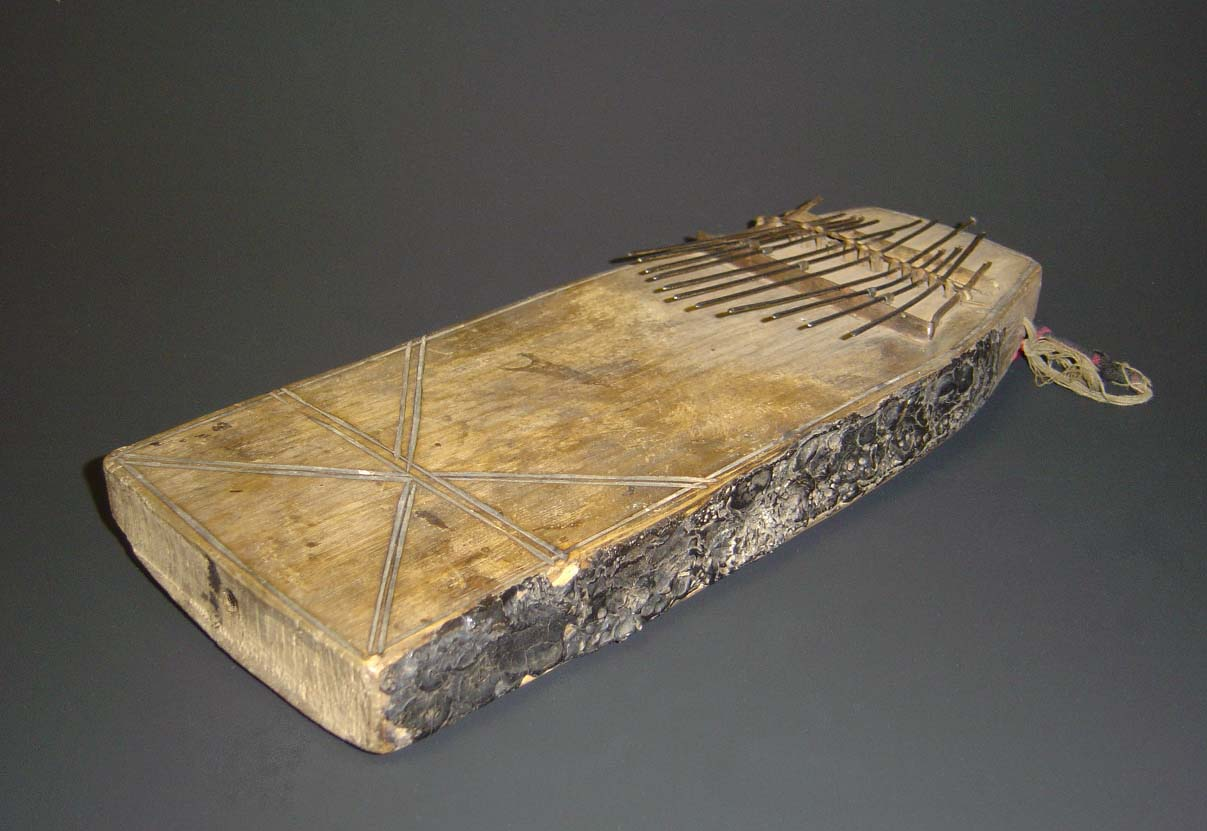
Традиційний центрально-африканський музичний інструмент калімба у зібранні музею

Колекції Королівського музею Центральної Африки включає:
- 10 000 000 тварин;
- 250 000 зразків гірських пород;
- 180 000 етнографічних об'єктів;
- 20 000 мап;
- 56 000 зразків рослин і дерев;
- 8 000 традиційних музичних інструментів;
- 350 архівів, включаючи деякі з журналів Генрі Мортона Стенлі.

Гербарій Музею Конго був переданий з Національного ботанічного саду Бельгії в 1934 році.

## Дослідження
Королівський музей Центральної Африки має 4 відділи:
- відділ культурної антропології (включає в себе етнографію, археологію);
- відділ геології і мінералогії (включає загальну геологію, мінералогію, картографію);
- відділ зоології (вивчає хребетних і безхребетних тварин, комах та ін.);
- відділ історії і загальних наукових служб (включає історію колоніального періоду, новітню історію, сільськогосподарську і лісову економіку).